# Центральноандійська пуна
Центральноандійська пуна — згідно з класифікацією Всесвітнього фонду дикої природи, екорегіон, розташований на півдні високих плато Анд в Південній Америці (плато Пуна та інші), складає частину лугів Пуни. Цей екорегіон розташований на території півдня Перу через Болівію до північної Аргентини. Характеризується відкритими лугами із вкрапленнями голих скель, ділянок мохів та лишайників. Цей екорегіон є перехідною зоною між вологою пуною на півночі та сході і сухою пуною на півдні. Ландшафт дуже гористий, з вкритими сніговими шапками вершинами, гірськими пасовишами, восокогірними озерами, плато і долинами.
| Екологія | Це незавершена стаття з екології. Ви можете допомогти проєкту, виправивши або дописавши її. |